# Dengpes

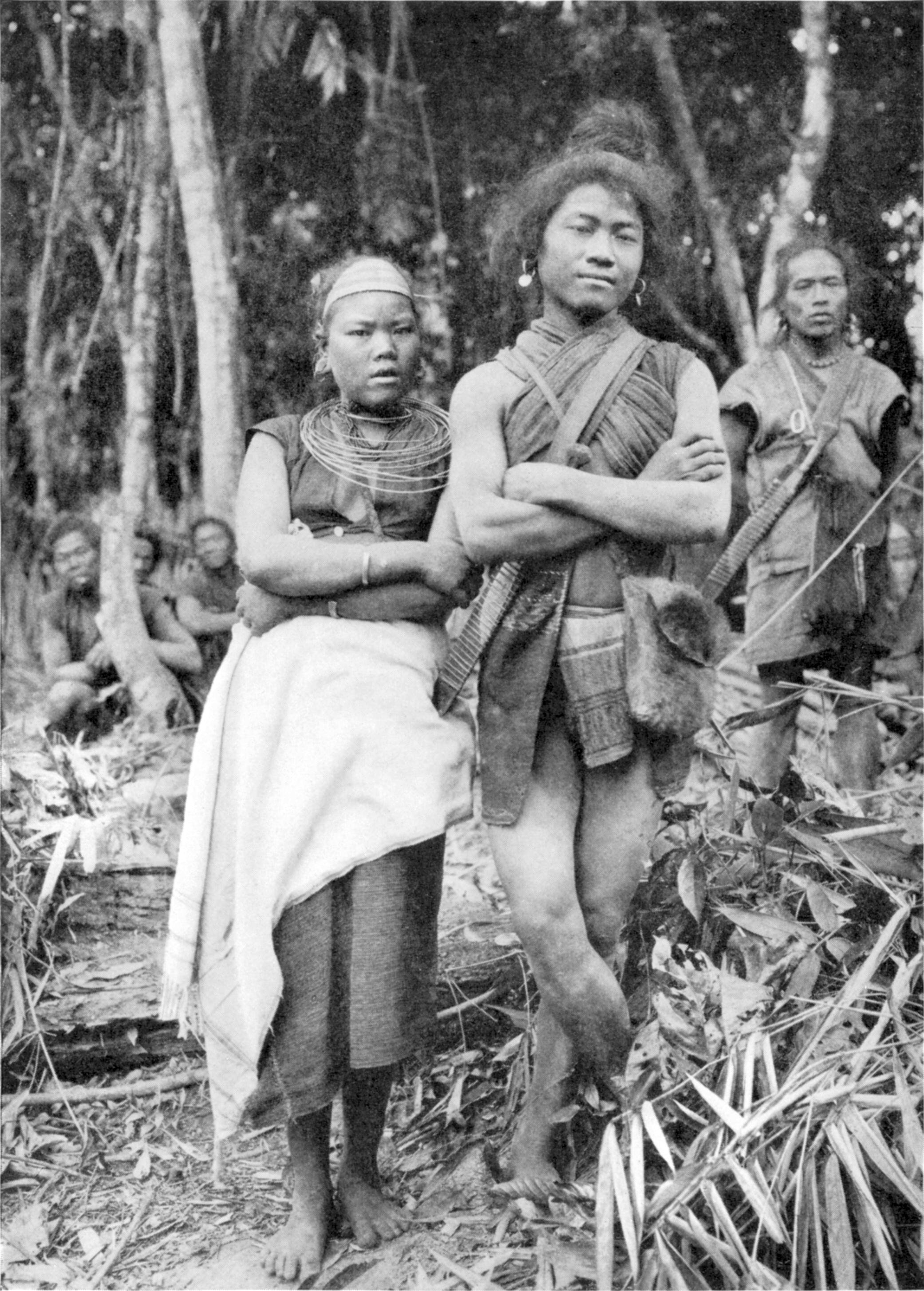
Mishmis a Assam (1922)

Els mishmis o dengpes (mishmi o dengpa) són una ètnica tibetobirmana de tipus mongoloide que viu al nord-est d'Arunachal Pradesh i alguns punts al Tibet, a les valls superior i inferior del Dibang, als districte de Lohit i Anjaw, al país Medog.
Anteriorment estaven dividits en quatre tribus: 
- Chulikatta ("cabells recollits")
- Bebejiya
- Digaru
- Miju o Migu o Midhi

I posteriorment en tres:
- Idu Mishmi o Idu Lhoba
- Digaru Mishmi o Taraon Deng
- Miju Mishmi o Kaman Deng

Aquestes tres subdivisions derivan de la situació geogràfica però ètnicament no presenten diferències. Els idu o yidu Lobha viuen a Tibet (Xina) i són anomenats com chulikatas a Assam; viuen a la vall superior del Dibang i al nord del districte de Lohit. Els taraons o digaru mishmis viuen als turons entre els rius Digaru i Lohit. I els kamans coneguts també com a miju mishmis, viuen entre els rius Lohit i Kambang i a les muntanyes Mishmi als dos costats del riu Lohit. Els idu mishmis foren els primers a arribar des de Birmània, seguits dels digaru mishmi vfa uns 500 anys; els mijus foren el darrers i venien del país Kachin.
Són comerciants i pastors i molt pocs són pagesos. Els seus ramats i les seves dones són els seus signes de riquesa. La primera expedició al seu territori es va fer el 1827, i van seguir altres el 1836 i 1845 però cap d'elles va arribar a Rima, ciutat a la frontera amb el Tibet. Finalment el 1851 hi va arribar Krick, un missioner francès, i va retornar sa i estalvi; quan va retornar al país Mishmi fou assassinat el 1854 per un cap d'aquest poble. L'assassí fou capturat després i penjat a Dibrugarh. El 1869 i 1879 es van fer intents d'arribar a la vall del Zayul, braç oriental del Brahmaputra, que no van reeixir. A l'hivern del 1885-1886 Needham i el capità Molesworth van marxar de Sadiya cap a Rima, però foren obstruïts en el seu camí pels tibetans; en aquesta ocasió es va seguir una ruta pel nord del Brahmaputra amb més de 300 km, al principi (uns 75 km) en pla i en elefant, però els darrers km (uns 45) formats per pistes extremament difícils amb altures de més de 1000 metres. A la vall del Zayul el camí era fàcil. El 1899 els bebejiya mishmis van matar a tres khamtis (ciutadans britànics) i van segrestar tres infants; uns mesos després es va enviar una expedició que va rescatar als captius i va cremar els pobles dels culpables (els bebejiya vivien a l'est del riu Dibang).
Mishmi vol dir "no civilitzat", i com que el nom era ofensiu avui dia prefereixen ser anomenats poble dengpa o dengpes.